# Rondine senza nido
Rondine senza nido (Rebecca of Sunnybrook Farm) è un film statunitense del 1938 diretto da Allan Dwan.
Il film si basa sull'omonimo libro per bambini scritto da Kate Douglas Wiggin e uscito nel 1903.

## Trama
Rebecca è una bambina dalla voce splendida. L'impresario Tony Kent, dopo averla ascoltata, le propone un'audizione alla radio convinto cha potrebbe ottenere successo. Per una serie di casi fortuiti, Rebecca non riesce a cantare alla radio e suo zio Harry, avido e avaro, pensando di non ricavare nulla dall'avere in casa la bambina, la affida alla vecchia zia Miranda. Tony riesce a rintracciare Rebecca e la fa esibire alla radio anche se deve superare l'ostilità della zia, contraria al mondo dello spettacolo e timorosa che qualcuno voglia approfittarsi della bambina. Quando Rebecca ottiene un trionfo alla radio, lo zio Harry torna con la pretesa di portare via con sé la bambina, che però si rivela molto più astuta di lui.